# Pecten jacobaeus
La vieira del Mediterráneo (Pecten jacobaeus) es una especie de molusco bivalvo marino de la subclase de los Pteriomorphia, orden de los Ostreida, suborden de los Pectinina, superfamilia de los Pectinoidea e familia de los Pectinidae, una de las 15 integradas actualmente (2020) en el género Pecten.
Muy semejante a Pecten maximus, es conocida en la bibliografía internacional como vieira del Mediterráneo, debido a su área de distribución. 
Muchas veces ambas especies se confunden, porque en las partes comunes de sus distribuciones, se desarrollaron individuos híbridos.

## Taxonomía

### Descripción
La especie fue descrita en 1758 por Linnaeus en la 10.ª edición de su Systema Naturae, bajo el nombre de Ostrea jacobaea.

### Sinónimos
Además de por su nombre actualmente válido, la especie se conoció también por los siguientes sinónimos:
- Ostrea jacobaea Linnaeus, 1758 (protónimo)
- Pecten intermedius Monterosato, 1899
- Pecten jacobeus (Linnaeus, 1758) (error ortogáfico)
- Vola jacobea (Linnaeus, 1758)
- Vola jacobea var. striatissima Foresti, 1876

## Características
Pecten jacobaeus puede alcanzar un tamaño máximo de 15 cm. Las dos valvas son asimétricas. La inferior (la derecha), sobre la cual el animal descansa en el fondo del sustrato, es muy convexa y de color claro, blanco cremoso, mientras que la superior (la izquierda) es plana y de cor parduzca. Ambas valvas muestran de 14 a 16 costillas radiales, con una sección transversal más o menos rectangular. El interior de las valvas es blanco anacarado.
Este molusco tiene en el borde del manto numerosos tentáculos cortos, que le sirven para decectar estímulos químicos, entre los cuales hay un total de 60 ojos diminutos sensibles a la luz.
Al cerrar rápidamente las dos valvas, puede desplazarse varios metros en caso de peligro.

## Hábitat y distribución

### Hábitat
Pecten jacobaeus vive sobre sustratos blandos (arena, arenas de conchas o fondos de barro), generalmente entre los 15 y los 50 m de profundidad. El animal descansa sobre su valva convexa (la derecha).

### Distribución
Esta especie parece ser endémica de todo el mar Mediterráneo, incluido el mar Negro, pero también se encuentra en el océano Atlántico, desde las costas de Portugal hasta las de Marruecos.

## Biología

### Nutrición
Esta vieira es un animal planctonófago y detritívoro, es dicir, se alimenta de organismos planctónicos y de partículas de materia orgánica en suspensión. Es un molusco puramente filtrante, ya que atrapa su alimento filtrando el agua de mar con sus branquias. Su alimento principal son algas microscópicas.

### Reproducción
Pecten jacobaeus es un animal hermafrodita. Alcanza la madurez sexual entre los 2 y los 4 años de vida. La glándula genital única (bien conocida por los gastrónomos con el nombre de coral), está formada por una parte masculina blanca y una parte femrnina anaranjada. Los gametos se producen sucesivamente para evitar la autofecundación. Después del desove, la fecundación es externa y las larvas son transportadas en el plancton, y la metamorfosis se produce entre las 3 y las 4 semanas de vida. Cuando alcanzan entre 20 e 30 mm, la pequeña concha se fija al sustrato mediante un biso que después pierde.

## Cultura popular
En un contexto cristiano, esta especie se asocia tradicionalmente con Santiago, también conocido como Santiago, hijo de Zebedeo, también conocido como San Jacobo, de ahí el nombre específico "jacobaeus". También se le conoce como “Vieira del peregrino”, ya que las conchas eran utilizadas por los peregrinos en la Edad Media como copa.